# Gran Premio motociclistico di Cecoslovacchia 1971
Il Gran Premio motociclistico di Cecoslovacchia fu il settimo appuntamento del motomondiale 1971.
Si svolse il 18 luglio 1971 sul Circuito di Brno, e corsero tutte le classi meno la 500.
Ritiro per Giacomo Agostini in 350 per problemi meccanici: ad approfittarne fu Jarno Saarinen.
Nelle prove della 250 Phil Read si infortunò. La lotta per la vittoria si restrinse a Barry Sheene e János Drapál fino al ritiro dell'inglese per noie meccaniche.
Ángel Nieto vinse la gara della 125 in volata su Börje Jansson; solo terzo Sheene.
Vittoria nella 50 per Sheene, schierato dalla Kreidler.
Nei sidecar terza vittoria stagionale per Siegfried Schauzu. Assente Georg Auerbacher, infortunatosi in prova.

## Classe 350
24 piloti alla partenza, 13 al traguardo.

### Arrivati al traguardo
| Pos | Pilota              | Moto      | Tempo        | Punti |
| --- | ------------------- | --------- | ------------ | ----- |
| 1   | Jarno Saarinen      | Yamaha    | 1h 11' 13" 4 | 15    |
| 2   | Bohumil Staša       | ČZ        | +33" 1       | 12    |
| 3   | Theo Bult           | Yamsel    | +3' 28"      | 10    |
| 4   | Bosse Granath       | Yamaha    | +3' 46" 1    | 8     |
| 5   | János Reisz         | Aermacchi |              | 6     |
| 6   | Árpád Juhos         | Aermacchi | +3' 59" 9    | 5     |
| 7   | Adolf Ohligschläger | Yamaha    |              | 4     |
| 8   | Rudolf Duba         | ČZ        |              | 3     |
| 9   | Jirí Král           | ČZ        |              | 2     |
| 10  | Charlie Dobson      | Seeley    |              | 1     |

## Classe 250
40 piloti alla partenza, 23 al traguardo.

### Arrivati al traguardo
| Pos | Pilota              | Moto     | Tempo     | Punti |
| --- | ------------------- | -------- | --------- | ----- |
| 1   | János Drapál        | Yamaha   | 57' 43" 5 | 15    |
| 2   | László Szabó        | Yamaha   | +39" 7    | 12    |
| 3   | Jarno Saarinen      | Yamaha   | +2' 01" 7 | 10    |
| 4   | Chas Mortimer       | Yamaha   | +3' 22" 6 | 8     |
| 5   | Bosse Granath       | Yamaha   | +3' 55" 5 | 6     |
| 6   | Heinz Schmied       | Yamaha   | +4' 00" 5 | 5     |
| 7   | Adolf Ohligschläger | Yamaha   |           | 4     |
| 8   | Karl Auer           | Yamaha   |           | 3     |
| 9   | Dave Simmonds       | Kawasaki |           | 2     |
| 10  | František Srna      | Jawa     |           | 1     |

## Classe 125

### Arrivati al traguardo
| Pos | Pilota             | Moto     | Tempo     | Punti |
| --- | ------------------ | -------- | --------- | ----- |
| 1   | Ángel Nieto        | Derbi    | 54' 00" 6 | 15    |
| 2   | Börje Jansson      | Maico    | +0" 5     | 12    |
| 3   | Barry Sheene       | Suzuki   | +1' 50" 7 | 10    |
| 4   | Dave Simmonds      | Kawasaki | +2' 15" 3 | 8     |
| 5   | Jürgen Lenk        | MZ       |           | 6     |
| 6   | Hartmut Bischoff   | MZ       |           | 5     |
| 7   | Chas Mortimer      | Yamaha   |           | 4     |
| 8   | Ryszard Mankiewicz | MZ       |           | 3     |
| 9   | Aramis Brito       | MZ       |           | 2     |
| 10  | Lasse Johansson    | Maico    |           | 1     |

## Classe 50
21 piloti alla partenza.

### Arrivati al traguardo
| Pos | Pilota             | Moto     | Tempo     | Punti |
| --- | ------------------ | -------- | --------- | ----- |
| 1   | Barry Sheene       | Kreidler | 46' 25" 4 | 15    |
| 2   | Herman Meijer      | Jamathi  | +2' 53" 2 | 12    |
| 3   | Hans Kroismayr     | Kreidler | +3' 15" 3 | 10    |
| 4   | Luigi Rinaudo      | Tomos    |           | 8     |
| 5   | Zbyněk Havrda      | AHRA     |           | 6     |
| 6   | Michal Sobán       | Kreidler |           | 5     |
| 7   | Bedřich Fendrich   | Tatran   |           | 4     |
| 8   | Ryszard Mankiewicz | Kreidler |           | 3     |
| 9   | Hans-Jürgen Hummel | Kreidler |           | 2     |
| 10  | Albert Bertholet   | Kreidler |           | 1     |

## Classe sidecar

### Arrivati al traguardo
| Pos | Pilota                | Passeggero       | Moto      | Tempo     | Punti |
| --- | --------------------- | ---------------- | --------- | --------- | ----- |
| 1   | Siegfried Schauzu     | Wolfgang Kalauch | BMW       | 51' 26" 9 | 15    |
| 2   | Horst Owesle          | Peter Rutterford | Münch-URS | +2" 2     | 12    |
| 3   | Heinz Luthringshauser | Armgard Neumann  | BMW       | +1' 02" 8 | 10    |
| 4   | Jean-Claude Castella  | Albert Castella  | BMW       |           | 8     |
| 5   | Arsenius Butscher     | Josef Huber      | BMW       |           | 6     |
| 6   | Hermann Binding       | Helmut Fleck     | BMW       |           | 5     |
| 7   | Michel Pourcelet      | Claude Domin     | BMW       |           | 4     |
| 8   | Wolfgang Klenk        | Roland Veil      | BMW       |           | 3     |
| 9   | Gustav Pape           | Franz Kallenberg | BMW       |           | 2     |
| 10  | Siegfried Maier       | Harald Mathews   | BMW       |           | 1     |